# 14. století př. n. l.

## Události
- v Evropě kultura popelnicových polí – na území dnešních Čech Knovízská kultura
- Asýrie se vymaňuje zpod vlivu Mitanské říše (Aššur-uballit I. poráží Šuttarnu II. (cca 1350 př. n. l.) a později dominanci Asýrie potvrzuje vojensky Adad-nárárí I. (cca 1308 př. n. l.).
- 1385 př. n. l. – Faraon Amenhotep III. si bere Teje.
- 1380 př. n. l. – Faraon Amenhotep II. spojuje kanálem Nil a Rudé moře.
- 1321 př. n. l. – počátek 3. sóthické periody egyptského kalendáře
- 1320 př. n. l. – Egypt: Konec Osmnácté dynastie, začátek Devatenácté dynastie.
- 1303 př. n. l. – Sethi I. se stává faraonem.

## Hlavy států
- Babylonie: Kurigalzu I. († okolo 1375), Kadašman-Enlil I. (†1360), Burna-Buriaš II. (†1333), Karachardaš (1333), Nazibugaš (1333), Kurigalzu II. (†1308), Nazimaruttaš
- Asýrie: Aššur-nádin-achché II. (†1393), Eríba-Adad I. (†1366), Aššur-uballit I. (†1330), Enlil-nárárí (†1320), Arik-dín-ili (†1308), Adad-nárárí I.